# Kuratsukuri no Tori
Kuratsukuri no Tori (jap. 鞍作止利 lub 鞍作鳥) – japoński rzeźbiarz tworzący w okresie Asuka, aktywny na początku VII wieku. Znany jest też jako Tori Busshi (jap. 止利仏師), gdzie busshi jest tytułem oznaczającym „rzeźbiarz posągów Buddy”. Jest historycznie pierwszym rzeźbiarzem w Japonii, któremu można było przypisać określone dzieła.

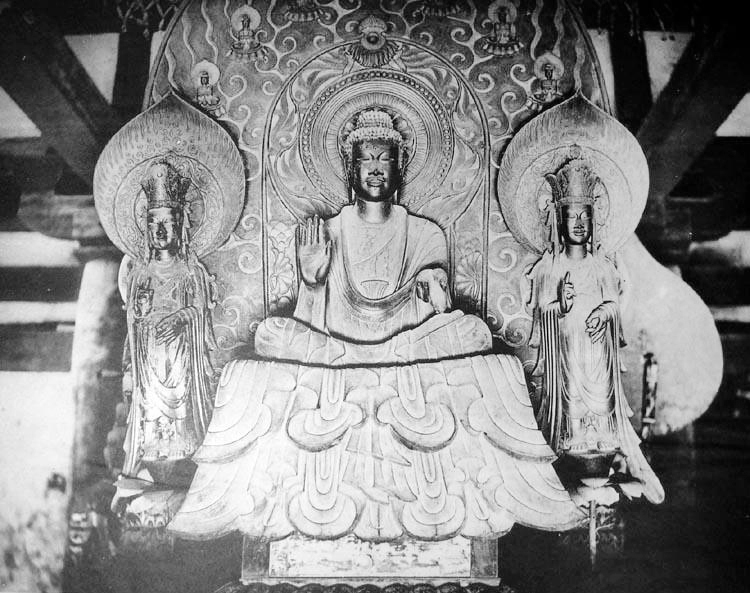
Trójca buddyjska w Hōryū-ji

Urodził się w rodzinie imigrantów, przybyłych przypuszczalnie z Chin lub terenu Półwyspu Koreańskiego. Jego dziadek, Shiba Tatto, był propagatorem religii buddyjskiej w Japonii, zaś ojciec Kuratsukuri no Tasuna także zajmował się rzeźbą. Nie wiadomo zbyt wiele na temat jego życia. W 605 roku otrzymał od cesarzowej Suiko zlecenie na wykonanie zdobień do świątyni Hōkō-ji oraz wielkiego posągu siedzącego Buddy dla świątyni Asuka-dera, który ukończył w następnym roku. 
Jego najbardziej znanym dziełem jest jednak wykonana w 623 roku rzeźba trójcy buddyjskiej (tzw. Triada z Shaką), znajdująca się w Złotym Pawilonie (Kondō) w świątyni Hōryū-ji w Narze. Rzeźba ta, odlana z brązu i okryta złotem, przetrwała do czasów dzisiejszych w nienaruszonym stanie. Mierząca prawie 1,80 metra wysokości kompozycja przedstawia siedzącego w pozycji medytacyjnej, odzianego w prostą mnisią szatę Buddę Gautamę, po którego bokach stoją na piedestałach w kształcie kwiatu lotosu bodhisattwowie w książęcych strojach.
Za zasługi dla cesarza uzyskał tytuł dworski i ziemie.